# BNO-10-21 – Az egészségi állapotot és egészségügyi szolgálatokkal való kapcsolatot befolyásoló tényezők
 A BNO-kódrendszer hivatalos nemzetközi forrása az Egészségügyi Világszervezet (WHO) honlapja; az ÁEEK által finanszírozott egészségügyi ellátások tekintetében az aeek.hu az irányadó!
Az alábbi hierarchia a nyomtatott magyar kiadásnak (BNO-10, 1995) felel meg.

## Az egészségügyi szolgáltatásokat vizsgálat vagy kivizsgálás céljából igénybe vevő személyek (Z00-Z13)
- Z00 Panaszmentes és kórisme nélküli személyek általános vizsgálata és kivizsgálása
  - Z00.0 Vizsgálat, általános
  - Z00.1 Gyermek szokásos vizsgálata
  - Z00.2 Vizsgálat a gyermek gyors növekedési korszakában
  - Z00.3 Vizsgálat a felnőtté válás időszakában
  - Z00.4 Általános pszichiátriai vizsgálat m.n.o.
  - Z00.5 Vizsgálat szövet vagy szerv esetleges donoránál
  - Z00.6 Vizsgálat: klinikai kutatásban a kontrollcsoport tagja
  - Z00.8 Egyéb általános vizsgálat
- Z01 Panaszmentes és kórisme nélküli személyek egyéb speciális vizsgálata és kivizsgálása
  - Z01.0 Szem- és látásvizsgálat
  - Z01.1 Fül- és hallásvizsgálat
  - Z01.2 Fogászati vizsgálat
  - Z01.3 Vérnyomás vizsgálat
  - Z01.4 Nőgyógyászati (általános)(rutin) vizsgálat
  - Z01.5 Bőr és érzékenység vizsgálat
  - Z01.6 Radiológiai vizsgálat m.n.o.
  - Z01.7 Laboratóriumi vizsgálat
  - Z01.8 Egyéb meghatározott vizsgálat
  - Z01.9 Vizsgálat, k.m.n.
- Z02 Vizsgálat és ellátási esemény adminisztratív okból
  - Z02.0 Vizsgálat oktatási intézményi felvételhez
  - Z02.1 Vizsgálat munkahelyi alkalmazás előtt
  - Z02.2 Vizsgálat bentlakásos intézményi felvételhez
  - Z02.3 Vizsgálat sorozáskor
  - Z02.4 Vizsgálat vezetői jogosítványhoz
  - Z02.5 Sportorvosi vizsgálat
  - Z02.6 Vizsgálat biztosítási szerződéshez
  - Z02.7 Vizsgálat orvosi igazolás kiadása végett
  - Z02.8 Egyéb adminisztratív célú vizsgálat
  - Z02.9 Vizsgálat k.m.n. adminisztratív célból
- Z03 Orvosi megfigyelés és kiértékelés feltételezett betegségek és állapotok miatt
  - Z03.0 Megfigyelés tuberculosis gyanúja miatt
  - Z03.1 Megfigyelés rosszindulatú daganat gyanúja miatt
  - Z03.2 Megfigyelés elmebaj és viselkedési zavar gyanúja miatt
  - Z03.3 Megfigyelés idegrendszeri zavar gyanúja miatt
  - Z03.4 Megfigyelés szívizomelhalás gyanúja miatt
  - Z03.5 Megfigyelés egyéb szív- és keringési betegség gyanúja miatt
  - Z03.6 Megfigyelés lenyelt anyag mérgező hatásának gyanúja miatt
  - Z03.8 Megfigyelés egyéb gyanított betegség és állapot miatt
  - Z03.9 Megfigyelés gyanított betegség vagy állapot miatt, k.m.n.
- Z04 Vizsgálat és megfigyelés egyéb okból
  - Z04.0 Alkohol és gyógyszer vérszint vizsgálat
  - Z04.1 Közlekedési balesetet követő vizsgálat és megfigyelés
  - Z04.2 Munkahelyi balesetet követő vizsgálat
  - Z04.3 Egyéb balesetet követő vizsgálat
  - Z04.4 Vizsgálat feltételezett nemi erőszak és elcsábítás után
  - Z04.5 Vizsgálat egyéb gyanított erőszakos sérülés után
  - Z04.6 Hatóság által kért általános pszichiátriai vizsgálat
  - Z04.8 Vizsgálat és megfigyelés egyéb okból
  - Z04.9 Vizsgálat és megfigyelés k.m.n. okból
- Z08 Követéses vizsgálat rosszindulatú daganat kezelése után
  - Z08.0 Követéses vizsgálat rosszindulatú daganat miatt végzett sebészi kezelés után
  - Z08.1 Követéses vizsgálat rosszindulatú daganat miatt végzett sugárkezelés után
  - Z08.2 Követéses vizsgálat rosszindulatú daganat miatt végzett kemoterápia után
  - Z08.7 Követéses vizsgálat rosszindulatú daganat miatt végzett kombinált kezelést követően
  - Z08.8 Követéses vizsgálat egyéb onkológiai kezelés után
  - Z08.9 Követéses vizsgálat k.m.n. onkológiai kezelés után
- Z09 Követő vizsgálat egyéb, nem rosszindulatú daganatos állapotok kezelése után
  - Z09.0 Követéses vizsgálat egyéb állapotok miatt végzett műtét után
  - Z09.1 Követéses vizsgálat egyéb állapotok miatt végzett sugárkezelés után
  - Z09.2 Követéses vizsgálat egyéb állapotok miatt végzett kemoterápia után
  - Z09.3 Követéses vizsgálat egyéb állapotok miatt végzett pszichoterápia után
  - Z09.4 Követéses vizsgálat töréskezelés után
  - Z09.7 Követéses vizsgálat egyéb állapotok kombinált kezelése után
  - Z09.8 Követéses vizsgálat egyéb okból végzett egyéb kezelések után
  - Z09.9 Követéses vizsgálat k.m.n. okból végzett egyéb kezelések után
- Z10 Meghatározott népességcsoport általános egészségügyi rutinellenőrzése
  - Z10.0 Foglalkozás-egészségügyi vizsgálat
  - Z10.1 Intézményben lakók egészségi állapotának általános rutin ellenőrzése
  - Z10.2 Fegyveres testület tagjai egészségi állapotának általános rutin ellenőrzése
  - Z10.3 Sportolók egészségi állapotának általános rutin ellenőrzése
  - Z10.8 Egyéb meghatározott népességcsoport egészségi állapotának általános rutin ellenőrzése
- Z11 Speciális szűrővizsgálat fertőző és parazitás betegségek vonatkozásában
  - Z11.0 Speciális szűrővizsgálat fertőző bélbetegség felderítésére
  - Z11.1 Speciális szűrővizsgálat légzőszervi gümőkór felderítésére
  - Z11.2 Speciális szűrővizsgálat egyéb bakteriális betegség kimutatására
  - Z11.3 Speciális szűrővizsgálat főként szexuális úton terjedő fertőzések kimutatására
  - Z11.4 Speciális szűrővizsgálat HIV fertőzés kimutatására
  - Z11.5 Speciális szűrővizsgálat vírusfertőzöttség kimutatására
  - Z11.6 Speciális szűrővizsgálat protozoon vagy féreg kimutatására
  - Z11.8 Speciális szűrővizsgálat egyéb fertőző és parazitás betegség kimutatására
  - Z11.9 Speciális szűrővizsgálat k.m.n. fertőző és parazitás betegségek kimutatására
- Z12 Speciális szűrővizsgálat daganatok vonatkozásában
  - Z12.0 Speciális szűrővizsgálat gyomordaganat kimutatására
  - Z12.1 Speciális szűrővizsgálat béldaganat kimutatására
  - Z12.2 Speciális szűrővizsgálat légzőszervi daganat kimutatására
  - Z12.3 Speciális szűrővizsgálat emlődaganat kimutatására
  - Z12.4 Speciális szűrővizsgálat méhnyak daganatának kimutatására
  - Z12.5 Speciális szűrővizsgálat prosztata-daganat kimutatására
  - Z12.6 Speciális szűrővizsgálat hólyagdaganat kimutatására
  - Z12.8 Speciális szűrővizsgálat egyéb szerv daganatának kimutatására
  - Z12.9 Speciális szűrővizsgálat k.m.n. daganat kimutatására
- Z13 Speciális szűrővizsgálat egyéb betegségek és rendellenességek vonatkozásában
  - Z13.0 Speciális szűrővizsgálat a vér, vérképző szervek és immunrendszer bizonyos betegségeinek kimutatására
  - Z13.1 Speciális szűrővizsgálat cukorbaj kimutatására
  - Z13.2 Speciális szűrővizsgálat táplálkozási betegség kimutatására
  - Z13.3 Speciális szűrővizsgálat elme- és viselkedési betegségek kimutatására
  - Z13.4 Speciális szűrővizsgálat bizonyos gyermekkori fejlődési zavar iránt
  - Z13.5 Speciális szűrővizsgálat szem- és fülbetegségek kimutatására
  - Z13.6 Speciális szűrővizsgálat szív- és keringési betegségek iránt
  - Z13.7 Speciális szűrővizsgálat veleszületett fejlődési rendellenességek, torzulások és kromoszóma rendellenességek kimutatására
  - Z13.8 Speciális szűrővizsgálat egyéb betegségek kimutatására
  - Z13.9 Speciális szűrővizsgálat k.m.n.

## Fertőző betegségek potenciális kockázatának kitett személyek (Z20-Z29)
- Z20 Fertőző betegségekkel való kontaktus és expozíció
  - Z20.0 Bél fertőzésnek kitett vagy fertőző anyaggal érintkezett személy
  - Z20.1 Gümőkóros fertőzésnek kitett vagy fertőző anyaggal érintkezett személy
  - Z20.2 Nemi úton terjedő fertőzésnek kitett vagy fertőző anyaggal érintkezett személy
  - Z20.3 Veszettséggel való fertőzésnek kitett vagy fertőző anyaggal érintkezett személy
  - Z20.4 Rubeolás fertőzésnek kitett vagy fertőző anyaggal érintkezett személy
  - Z20.5 Vírushepatitis fertőzésnek kitett vagy fertőző anyaggal érintkezett személy
  - Z20.6 HIV fertőzésnek kitett vagy fertőző anyaggal érintkezett személy
  - Z20.7 Pediculosis, ascariasis és egyéb fertőzésnek kitett vagy fertőző anyaggal érintkezett személy
  - Z20.8 Egyéb fertőzésnek kitett vagy fertőző anyaggal érintkezett személy
  - Z20.9 K.m.n. fertőzésnek kitett vagy fertőző anyaggal érintkezett személy
- Z21 Tünetmentes humán immundeficiencia vírus [HIV] fertőzéses állapot
- Z22 Fertőző betegség hordozó
  - Z22.0 Tífuszfertőzést hordozó személy
  - Z22.1 Egyéb bélfertőzést hordozó személy
  - Z22.2 Diftéria fertőzést hordozó személy
  - Z22.3 Egyéb meghatározott bakteriális fertőzést hordozó személy
  - Z22.4 Főként szexuális úton terjedő fertőzőbetegséget hordozó személy
  - Z22.5 Májgyulladás vírusát hordozó személy
  - Z22.6 Humán T-lymphocytotrop 1-es típusú [HTLV-1] vírusfertőzést hordozó személy
  - Z22.8 Egyéb fertőző betegség kórokozóját hordozó személy
  - Z22.9 K.m.n. fertőzést hordozó személy
- Z23 Egyetlen bakteriális betegség elleni immunizáció szükségessége
  - Z23.0 Csak kolera elleni immunizációra szoruló személy
  - Z23.1 Csak tífusz, paratífusz elleni immunizációra szoruló személy
  - Z23.2 BCG immunizációra szoruló személy
  - Z23.3 Pestis elleni immunizációra szoruló személy
  - Z23.4 Tularaemia elleni immunizációra szoruló személy
  - Z23.5 Csak tetanusz elleni immunizációra szoruló személy
  - Z23.6 Csak diftéria elleni immunizációra szoruló személy
  - Z23.7 Szamárköhögés elleni immunizációra szoruló személy
  - Z23.8 Egyéb egyetlen bakteriális betegség elleni immunizációra szoruló személy
- Z24 Egyetlen vírusbetegség elleni immunizáció szükségessége
  - Z24.0 Járványos gyermekbénulás elleni immunizációra szoruló személy
  - Z24.1 Ízeltlábúak által terjesztett vírusos agyvelőgyulladás elleni immunizációra szoruló személy
  - Z24.2 Veszettség elleni immunizációra szoruló személy
  - Z24.3 Sárgaláz elleni immunizációra szoruló személy
  - Z24.4 Csak kanyaró elleni immunizációra szoruló személy
  - Z24.5 Csak rubeola elleni immunizációra szoruló személy
  - Z24.6 Vírushepatitis elleni immunizációra szoruló személy
- Z25 Egyéb egyetlen vírusbetegség elleni immunizáció szükségessége
  - Z25.0 Csak járványos fültőmirigy-gyulladás elleni immunizációra szoruló személy
  - Z25.1 Influenza elleni immunizációra szoruló személy
  - Z25.8 Egyéb egyetlen vírusbetegség elleni immunizációra szoruló személy
- Z26 Egyetlen fertőző betegség elleni immunizációra szoruló személy
  - Z26.0 Leishmaniasis elleni immunizációra szoruló személy
  - Z26.8 Egyéb egyetlen meghatározott fertőző betegség elleni védőoltásra szoruló személy
  - Z26.9 K.m.n. fertőző betegség elleni védőoltásra szoruló személy
- Z27 Fertőző betegségek kombinációja elleni immunizáció szükségessége
  - Z27.0 Kolera-tífusz-paratífusz elleni védőoltásra szoruló személy
  - Z27.1 Diftéria-tetanusz-pertussis elleni védőoltásra szoruló személy
  - Z27.2 Diftéria-tetanusz-pertussis-tífusz-paratífusz elleni védőoltásra szoruló személy
  - Z27.3 Diftéria-tetanusz-pertussis-poliomyelitis elleni védőoltásra szoruló személy
  - Z27.4 Morbilli, parotitis epidemica és rubeola elleni védőoltásra szoruló személy
  - Z27.8 Egyéb kombinált immunizációra szoruló személy
  - Z27.9 K.m.n. kombinált immunizációra szoruló személy
- Z28 Immunizálás elvégzése nem történt meg
  - Z28.0 Ellenjavallat miatt el nem végzett immunizáció
  - Z28.1 A beteg meggyőződése vagy csoport nyomása alatt hozott döntése alapján el nem végzett immunizáció
  - Z28.2 Beteg egyéb és k.m.n. döntése alapján el nem végzett immunizáció
  - Z28.8 Egyéb ok miatt el nem végzett immunizáció
  - Z28.9 K.m.n. ok miatt el nem végzett immunizáció
- Z29 Egyéb profilaktikus eljárások szükségessége
  - Z29.0 Elkülönítés
  - Z29.1 Immunkezelés megelőzési céllal
  - Z29.2 Egyéb profilaktikus kemoterápia
  - Z29.8 Egyéb meghatározott profilaxis
  - Z29.9 Profilaxis k.m.n.

## Az egészségügyi szolgálatot a reprodukciós körülmények miatt igénybe vevő személyek (Z30-Z39)
- Z30 Fogamzásgátlás
  - Z30.0 Fogamzásgátlási megbeszélés és tanácsadás
  - Z30.1 (Méhen belüli) fogamzásgátló eszköz felhelyezése
  - Z30.2 Sterilizálás
  - Z30.3 Menstruációs anyag kiürítése
  - Z30.4 Fogamzásgátló szerek szedésének felülvizsgálata
  - Z30.5 (Méhen belüli) fogamzásgátló eszköz ellenőrzése
  - Z30.8 Fogamzásgátló kezelés, egyéb
  - Z30.9 Fogamzásgátlás k.m.n.
- Z31 Terhességet elősegítő ellátás
  - Z31.0 Tuba vagy vas deferens plasztika előzetes sterilizálás után
  - Z31.1 Mesterséges megtermékenyítés
  - Z31.2 Fertilisatio in vitro
  - Z31.3 Egyéb megtermékenyítést elősegítő módszer
  - Z31.4 Termékenységgel kapcsolatos vizsgálat
  - Z31.5 Genetikai tanácsadás
  - Z31.6 Termékenységgel kapcsolatos általános tanácsadás
  - Z31.8 Termékenységgel kapcsolatos egyéb kezelés
  - Z31.9 Termékenység k.m.n. kezelése
- Z32 Terhességi vizsgálat és teszt
  - Z32.0 Terhesség gyanúja
  - Z32.1 Terhesség, bizonyított
- Z33 Véletlenül észlelt terhes állapot
- Z34 Terhesgondozás normális terhesség esetén
  - Z34.0 Terhesgondozás normális első terhesség esetén
  - Z34.8 Terhesgondozás egyéb normális terhességben
  - Z34.9 Terhesgondozás k.m.n. normális terhességben
- Z35 Veszélyeztetett terhes gondozása
  - Z35.0 Terhesgondozás korábbi terméketlenséget követően
  - Z35.1 Terhesgondozás korábbi vetélést követően
  - Z35.2 Terhesség problematikus és terhelő szülészeti előzményt követően
  - Z35.3 Terhesgondozás korábbi, nem megfelelő gondozást követően
  - Z35.4 Terhesgondozás sokat szült nőnél
  - Z35.5 Terhesgondozás idős (késői) elsőszülőnél
  - Z35.6 Terhesgondozás igen fiatal elsőszülőnél
  - Z35.7 Terhesgondozás szociálisan veszélyeztetett terhesnél
  - Z35.8 Terhesgondozás egyéb veszélyeztetett terhesnél
  - Z35.9 Terhesgondozás k.m.n. veszélyeztetett terhesség esetében
- Z36 Antenatális szűrés
  - Z36.0 Kromoszóma rendellenesség szűrése születés előtt
  - Z36.1 Születés előtti AFP szűrés
  - Z36.2 Egyéb születés előtti szűrés magzatvízből
  - Z36.3 Születés előtti ultrahangos és egyéb fizikai módszereket alkalmazó szűrés fejlődési rendellenességek iránt
  - Z36.4 Magzati növekedési elmaradás eszközös, ultrahangos szűrése
  - Z36.5 Magzati izoimmunizáció szűrése születés előtt
  - Z36.8 Születés előtti szűrés, egyéb
  - Z36.9 Születés előtti szűrővizsgálat k.m.n.
- Z37 Szülés eredménye
  - Z37.0 Egyszeres élveszülés
  - Z37.1 Egyszeres halvaszülés
  - Z37.2 Ikerszülés, mindkettő élő
  - Z37.3 Ikerszülés, egy élve és egy halva született
  - Z37.4 Ikerszülés, mindkettő halva született
  - Z37.5 Többszörös ikrek szülése, mind élve született
  - Z37.6 Többszörös ikrek szülése: néhány élve született
  - Z37.7 Többszörös ikrek szülése, mind halva született
  - Z37.9 Szülés k.m.n.
- Z38 Élve született csecsemők a szülés helye szerint
  - Z38.0 Újszülött, szülés kórházban
  - Z38.1 Újszülött, szülés a kórházon kívül
  - Z38.2 Újszülött, egyes, születési hely k.m.n.
  - Z38.3 Ikerszülött, szülés a kórházban
  - Z38.4 Ikerszülött, szülés kórházon kívül
  - Z38.5 Ikerszülött, szülés helye k.m.n.
  - Z38.6 Többszörös iker, szülés a kórházban
  - Z38.7 Többszörös iker, szülés a kórházon kívül
  - Z38.8 Többszörös iker, szülés helye k.m.n.
- Z39 Szülés utáni ellátás és vizsgálat
  - Z39.0 Szülés utáni ellátás és vizsgálat
  - Z39.1 Szoptató anya ellátása és vizsgálata
  - Z39.2 Szülés utáni rutin gondozás

## Az egészségügyi szolgálatokat specifikus eljárások és kezelés végett igénybe vevő személyek (Z40-Z54)
- Z40 Profilaktikus műtét
  - Z40.0 Rosszindulatú daganatokkal kapcsolatos kockázati tényezők miatt végzett megelőző célú műtét
  - Z40.8 Megelőző jellegű egyéb műtét
  - Z40.9 Megelőző műtét k.m.n.
- Z41 Egyéb, nem az egészségügyi állapot kezelése céljából végzett eljárások
  - Z41.0 Hajátültetés
  - Z41.1 Szépészeti műtét elfogadhatatlan megjelenés miatt
  - Z41.2 Körülmetélés
  - Z41.3 Füllyukasztás
  - Z41.8 Eljárások az egészségi állapot helyreállításától független célból
  - Z41.9 Eljárás nem egészségügyi okból, k.m.n.
- Z42 Gondozás plasztikai műtét után
  - Z42.0 Gondozás, beleértve a fej-nyak terület szépészeti műtétei utáni időszakot is
  - Z42.1 Emlő szépészeti műtétei után végzett gondozás
  - Z42.2 Törzs szépészeti műtétét követő gondozás
  - Z42.3 Felső végtag szépészeti műtéte utáni gondozás
  - Z42.4 Alsó végtag szépészeti műtéte utáni gondozás
  - Z42.8 Szépészeti műtét utáni egyéb gondozás
  - Z42.9 Szépészeti műtét utáni k.m.n. gondozás
- Z43 Mesterséges testnyílás ellenőrzése
  - Z43.0 Tracheostoma gondozása
  - Z43.1 Gastrostoma gondozása
  - Z43.2 Enterostoma gondozása
  - Z43.3 Colostoma gondozása
  - Z43.4 Emésztőrendszer egyéb művi stomájának gondozása
  - Z43.5 Cystostoma gondozása
  - Z43.6 Egyéb húgyrendszeri stoma gondozása
  - Z43.7 Művi hüvely gondozása
  - Z43.8 A test egyéb mesterséges nyílásainak gondozása
  - Z43.9 Stomagondozás k.m.n.
- Z44 Külső protetikus eszközök felszerelése és beállítása
  - Z44.0 Műkar (teljes)(részleges) felhelyezése és igazítása
  - Z44.1 Műláb (teljes)(részleges) felhelyezése és igazítása
  - Z44.2 Műszem behelyezése és illesztése
  - Z44.3 Emlőpótlás (külső) felhelyezése, illesztése
  - Z44.8 Egyéb külső pótlóeszköz felhelyezése, illesztése
  - Z44.9 K.m.n. külső pótlóeszköz felhelyezése és illesztése
- Z45 Implantált eszközök beállítása és kezelése
  - Z45.0 Szívverést szabályozó eszköz szabályozása, állítása
  - Z45.1 Infúziós pumpa beállítása, kezelése
  - Z45.2 Erekbe vezető eszköz kezelése, szabályozása
  - Z45.3 Beültetett hallókészülék szabályozása, illesztése
  - Z45.8 Beültetett egyéb eszköz illesztése, kezelése
  - Z45.9 Beültetett eszköz kezelése, illesztése k.m.n.
- Z46 Egyéb eszközök felszerelése és beállítása
  - Z46.0 Szemüveg és kontaktlencse felhelyezése, illesztése
  - Z46.1 Nagyothalló készülék felhelyezése, illesztése
  - Z46.2 Egyéb idegrendszeri és érzékszervi eszközök szabályozása
  - Z46.3 Fogászati protézis felhelyezése és illesztése
  - Z46.4 Ortodontikai eszköz felhelyezése, szabályozása
  - Z46.5 Ileostomás és egyéb béleszközök felhelyezése, illesztése
  - Z46.6 Húgyrendszeri eszközök felhelyezése, illesztése
  - Z46.7 Ortopédiai eszköz illesztése, szabályozása
  - Z46.8 Egyéb meghatározott eszközök felhelyezése, illesztése, szabályozása
  - Z46.9 K.m.n. eszköz szabályozása, illesztése, felhelyezése
- Z47 Egyéb ortopédiai követéses ellátás
  - Z47.0 Követéses ellátás, ideértve a belső rögzítés eltávolítását is (törésre helyezett lemez vagy egyéb belső rögzítés)
  - Z47.8 Egyéb megnevezett ortopédiai követéses ellátás
  - Z47.9 Ortopédiai követéses ellátás k.m.n.
- Z48 Egyéb sebészi követéses ellátás
  - Z48.0 Kötések és varratok megfigyelése
  - Z48.8 Egyéb sebészeti követéses ellátás
  - Z48.9 Sebészeti követéses ellátás k.m.n.
- Z49 Dialízissel kapcsolatos ellátás
  - Z49.0 Művese kezelést előkészítő ellátás
  - Z49.1 Művese kezelés
  - Z49.2 Egyéb dialízis kezelés
- Z50 Rehabilitációs műveletekkel kapcsolatos ellátás
  - Z50.0 Kardiológiai rehabilitáció
  - Z50.1 Egyéb fizikoterápia
  - Z50.2 Alkohológiai rehabilitáció
  - Z50.3 Drog rehabilitáció
  - Z50.4 Pszichoterápia m.n.o.
  - Z50.5 Beszédkezelés
  - Z50.6 Látásgyakorlat
  - Z50.7 Foglalkozásterápia és hangképzési rehabilitáció m.n.o.
  - Z50.8 Ellátás egyéb rehabilitációs eljárásokkal
  - Z50.9 Ellátás k.m.n. rehabilitációs eljárásokkal
- Z51 Egyéb orvosi ellátás
  - Z51.0 Sugárkezelési ülés
  - Z51.1 Kemoterápiás ülés neoplasia miatt
  - Z51.2 Egyéb kemoterápia
  - Z51.3 Vérátömlesztés jelentett kórisme nélkül
  - Z51.4 Következő kezelés előkészítése m.n.o.
  - Z51.5 Tüneti kezelés
  - Z51.6 Deszenzibilizálás
  - Z51.8 Egyéb meghatározott orvosi ellátás
  - Z51.9 Orvosi ellátás k.m.n.
- Z52 Szerv- és szövetdonorok
  - Z52.0 Donor: vér
  - Z52.1 Donor: bőr
  - Z52.2 Donor: csont
  - Z52.3 Donor: csontvelő
  - Z52.4 Donor: vese
  - Z52.5 Donor: cornea
  - Z52.8 Donor: egyéb szerv vagy szövet
  - Z52.9 Donor: k.m.n. szerv vagy szövet
- Z53 Az egészségügyi szolgálatot specifikus eljárások végett igénybe vevő személyek, akiknél az eljárás nem történt meg
  - Z53.0 Feladott ellátás ellenjavallat miatt
  - Z53.1 Feladott ellátás a beteg meggyőződése vagy csoport nyomása alatt hozott döntése alapján
  - Z53.2 Feladott ellátás a beteg egyéb vagy k.m.n. döntése alapján
  - Z53.8 Feladott ellátás egyéb okból
  - Z53.9 Feladott ellátás k.m.n. okból
- Z54 Lábadozás
  - Z54.0 Lábadozás műtét után
  - Z54.1 Lábadozás sugárkezelés után
  - Z54.2 Lábadozás kemoterápia után
  - Z54.3 Lábadozás pszichoterápia után
  - Z54.4 Lábadozás töréskezelés után
  - Z54.7 Lábadozás összetett kezelés után
  - Z54.8 Lábadozás egyéb kezelés után
  - Z54.9 Lábadozás meghatározatlan kezelés után

## Szocioökonómiai és pszichoszociális körülmények potenciális egészségügyi kockázatának kitett személyek (Z55-Z65)
- Z55 Az iskolázással és írás-olvasással kapcsolatos problémák
  - Z55.0 Írás és olvasás készségének teljes vagy nagyfokú hiánya
  - Z55.1 Iskola nem érhető el vagy nem látogatható
  - Z55.2 Hiányzó illetve sikertelen vizsgák
  - Z55.3 Elégtelen iskolai eredmény
  - Z55.4 Iskolai beilleszkedési zavar, ellentét tanárokkal, iskolatársakkal
  - Z55.8 Az oktatással és művelődéssel kapcsolatos egyéb zavarok
  - Z55.9 Az oktatással és művelődéssel kapcsolatos k.m.n. problémák
- Z56 A foglalkoztatással és munkanélküliséggel kapcsolatos problémák
  - Z56.0 Munkanélküliség k.m.n.
  - Z56.1 Foglalkozás- vagy munkahely váltás
  - Z56.2 Munkavesztéstől való félelem
  - Z56.3 Megterhelő munkarend
  - Z56.4 Gondok a főnökkel és munkatársakkal való kapcsolat terén
  - Z56.5 Érdektelen munka
  - Z56.6 Munkavégzéssel kapcsolatos egyéb testi-lelki gondok
  - Z56.7 Alkalmazással kapcsolatos egyéb és k.m.n. problémák
- Z57 A foglalkozással kapcsolatos kockázati tényezők
  - Z57.0 Munkahelyi zajártalom
  - Z57.1 Munkahelyi sugárártalom
  - Z57.2 Munkahelyi porártalom
  - Z57.3 Munkahelyi ártalom, mely a levegővel terjed
  - Z57.4 Mezőgazdasági mérgező anyagoknak kitett személy
  - Z57.5 Ipari mérgező anyagoknak kitett személy
  - Z57.6 Hőártalomnak kitett személy
  - Z57.7 Rázkódásnak kitett személy
  - Z57.8 Egyéb munkahelyi kockázati tényezőknek kitett személy
  - Z57.9 Nem meghatározott munkahelyi kockázati tényezőknek kitett személy
- Z58 A fizikai környezettel kapcsolatos problémák
  - Z58.0 Zajártalom
  - Z58.1 Légszennyezésnek kitett személy
  - Z58.2 Vízszennyezésnek kitett személy
  - Z58.3 Talajszennyezésnek kitett személy
  - Z58.4 Sugárártalomnak kitett személy
  - Z58.5 Környezetszennyezésnek kitett személy
  - Z58.6 Ivóvízellátási zavarnak kitett személy
  - Z58.8 A fizikai környezettel kapcsolatos egyéb problémák
  - Z58.9 A fizikai környezettel kapcsolatos k.m.n. problémák
- Z59 Lakással és gazdasági körülményekkel kapcsolatos problémák
  - Z59.0 Hajléktalanság
  - Z59.1 Rossz lakáskörülmények
  - Z59.2 Rossz viszony szomszédokkal, bérlőkkel, háziúrral
  - Z59.3 Otthonban lakással kapcsolatos probléma
  - Z59.4 Megfelelő táplálék hiánya
  - Z59.5 Nagyfokú szegénység
  - Z59.6 Alacsony jövedelem
  - Z59.7 Elégtelen biztosítási és szociális ellátás
  - Z59.8 Lakással és gazdasági viszonyokkal kapcsolatos egyéb problémák
  - Z59.9 Lakással, gazdasági körülménnyel kapcsolatos k.m.n. gond
- Z60 A szociális környezettel kapcsolatos problémák
  - Z60.0 Életszakaszok közötti átmenet problémái
  - Z60.1 Rendellenes nevelési körülmények
  - Z60.2 Egyedül élő személy
  - Z60.3 Beilleszkedési zavar kulturális eltérés miatt
  - Z60.4 Szociális kizárattatás és visszautasíttatás
  - Z60.5 Megkülönböztetésnek és zaklatásnak kitett személy
  - Z60.8 Szociális környezettel kapcsolatos egyéb problémák
  - Z60.9 Gondok a szociális környezettel k.m.n.
- Z61 A gyermekkor negatív élményeihez kapcsolódó problémák
  - Z61.0 Szeretett hozzátartozó elvesztése a gyermekkorban
  - Z61.1 Otthonvesztés gyermekkorban
  - Z61.2 Családi viszonyok változása a gyermekkorban
  - Z61.3 Önbecslés elvesztéséhez vezető gyermekkori esemény
  - Z61.4 Probléma a gyermek kárára a közvetlen környezet tagja által elkövetett nemi visszaélésből
  - Z61.5 Probléma a gyermek kárára elkövetett nemi zaklatásból, nem családtag részéről
  - Z61.6 Gyermek fizikai kihasználásából adódó gond
  - Z61.7 Gyermekkori riasztó élmény
  - Z61.8 Gyermekkori egyéb rosszhatású események
  - Z61.9 Rossz gyermekkori élmény, k.m.n.
- Z62 A neveltetéshez kapcsolódó egyéb problémák
  - Z62.0 Alkalmatlan szülői gondozás
  - Z62.1 Szülői túlféltés
  - Z62.2 Intézeti neveltetés
  - Z62.3 Ellenséges viselkedés a gyermekkel szemben
  - Z62.4 Gyermek érzelmi mellőzése
  - Z62.5 Nevelés során átélt mellőzésből kialakult gondok
  - Z62.6 Nem megfelelő szülői szigor, illetve befolyás, vagy egyéb abnormis minőségű tényezők a neveltetésben
  - Z62.8 A nevelés egyéb problémái
  - Z62.9 Nevelési probléma k.m.n.
- Z63 Egyéb, az első ellátási környezethez kapcsolódó problémák, beleértve a családi körülményeket
  - Z63.0 Házas- vagy élettárssal kapcsolatos gondok
  - Z63.1 Szülőkkel, apóssal, anyóssal kapcsolatos gondok
  - Z63.2 Elégtelen családi támogatás
  - Z63.3 Családtag hiánya
  - Z63.4 Családtag eltűnése és halála
  - Z63.5 Család felbomlása különválás vagy válás miatt
  - Z63.6 Eltartásra szoruló családtag van otthon
  - Z63.7 Családot és háztartást érintő feszültség, egyéb
  - Z63.8 Elsődleges életközösséget érintő egyéb meghatározott gondok
  - Z63.9 Családi kört érintő gondok k.m.n.
- Z64 Bizonyos pszichoszociális körülményekkel kapcsolatos problémák
  - Z64.0 Nem kívánt terhességből adódó gondok
  - Z64.1 Többedik szülésből fakadó gondok
  - Z64.2 Kockázatos és káros hatásúnak ismert fizikai, étkezési és vegyi beavatkozás keresése és elfogadása
  - Z64.3 Kockázatos és káros hatásúnak ismert, a viselkedésre és a lelki életre ható beavatkozások keresése és elfogadása
  - Z64.4 Tanácsadókkal való összhang hiánya
- Z65 Egyéb pszichoszociális körülményekkel kapcsolatos problémák
  - Z65.0 Polgári és büntetőügyben elmarasztalt, de nem bebörtönzött személy
  - Z65.1 Bebörtönzés és egyéb elzáratás
  - Z65.2 Börtönből való szabadulással kapcsolatos gondok
  - Z65.3 Egyéb jogi körülményekkel kapcsolatos gondok
  - Z65.4 Bűnözés és terrorizmus áldozata
  - Z65.5 Kitétel szerencsétlenségnek, háborúnak és egyéb ellenségeskedésnek
  - Z65.8 Egyéb pszichoszociális körülményekből fakadó gondok
  - Z65.9 Pszichoszociális körülményekből adódó gondok k.m.n.

## Az egészségügyi szolgálatot egyéb körülményekben igénybe vevő személyek (Z70-Z76)
- Z70 Konzultáció a szexuális szokást, magatartást és orientációt illetően
  - Z70.0 Nemi viselkedéssel kapcsolatos tanácsadás
  - Z70.1 Nemi irányultsággal és viselkedéssel kapcsolatos tanácsadás
  - Z70.2 Egyéb személy nemi viselkedésével és érdeklődésével kapcsolatos tanácsadás
  - Z70.3 Nemi tanácsadás (érdeklődés, viselkedés, irányultság)
  - Z70.8 Nemi tanácsadás, egyéb
  - Z70.9 Szexuális felvilágosítás k.m.n.
- Z71 Az egészségügyi szolgálatokat egyéb konzultáció és orvosi tanács végett igénybe vevő személyek, m.n.o.
  - Z71.0 Egyéb személyről konzultáló személy
  - Z71.1 Kórisme nélküli beteg, aki tünetektől fél
  - Z71.2 Leletek magyarázatáért jelentkező beteg
  - Z71.3 Diétás tanácsadás és felügyelet
  - Z71.4 Részegeskedéssel kapcsolatos tanácsadás és felügyelet
  - Z71.5 Tanácsadás és felügyelet kábítószerszedés ügyben
  - Z71.6 Tanácsadás dohányzás ügyben
  - Z71.7 Tanácsadás HIV ügyben
  - Z71.8 Egyéb meghatározott tanácsadás
  - Z71.9 Tanácsadás k.m.n.
- Z72 Az életvitellel kapcsolatos problémák
  - Z72.0 Dohányzás
  - Z72.1 Alkoholizmus
  - Z72.2 Gyógyszerszedés (kóros)
  - Z72.3 Testedzés hiánya
  - Z72.4 Rossz étrendi és étkezési szokások
  - Z72.5 Magas kockázatú nemi szokások
  - Z72.6 Fogadás és szerencsejáték
  - Z72.8 Életstílussal kapcsolatos egyéb gondok
  - Z72.9 Életstílussal kapcsolatos gondok k.m.n.
- Z73 Az életirányítás nehézségeivel kapcsolatos problémák
  - Z73.0 Kiégettség
  - Z73.1 Személyiségi vonások kihangsúlyozása
  - Z73.2 Lazítás és pihenés hiánya
  - Z73.3 Stressz
  - Z73.4 Szociális készségek alkalmatlansága m.n.o.
  - Z73.5 Szociális szerepzavar m.n.o.
  - Z73.6 Rokkantság következtében csökkent aktivitás
  - Z73.8 Életvezetési nehézséggel kapcsolatos egyéb gondok
  - Z73.9 Életvezetési nehézséggel kapcsolatos k.m.n. gond
- Z74 A gondozótól való függőséggel kapcsolatos problémák
  - Z74.0 Csökkent mozgáskészség
  - Z74.1 Személyes gondozás terén támogatást igénylő személy
  - Z74.2 Otthoni segítség szüksége, nincs gondozásra képes családtag
  - Z74.3 Folyamatos ellenőrzés szüksége
  - Z74.8 A gondozótól való függőséggel kapcsolatos egyéb gondok
  - Z74.9 A gondozótól való függőséggel kapcsolatos k.m.n. gondok
- Z75 Az orvosi tevékenységgel és egyéb egészségügyi ellátással kapcsolatos problémák
  - Z75.0 Lakáson el nem érhető szolgáltatás
  - Z75.1 Egyéb megfelelő ellátóhelyre várakozó személy
  - Z75.2 Várakozás vizsgálatra és kezelésre
  - Z75.3 Ellátóhely elérésének, hozzáférésének hiánya
  - Z75.4 Egyéb segítők elérhetetlensége, hozzáférhetetlensége
  - Z75.5 Üdülőhelyi gondozás
  - Z75.8 Orvosi tevékenységgel és egyéb egészségügyi ellátással kapcsolatos egyéb problémák
  - Z75.9 Orvosi tevékenységgel és egyéb egészségügyi ellátással kapcsolatos k.m.n. probléma
- Z76 Az egészségügyi szolgálatokat egyéb körülmények között igénybe vevő személyek
  - Z76.0 Ismételt gyógyszerfelírás
  - Z76.1 Talált gyermek egészségügyi ellenőrzése, gondozása
  - Z76.2 Egészséges kisded és gyermek egészségügyi ellenőrzése, gondozása
  - Z76.3 Kísérő személy
  - Z76.4 Egyéb ottlakó jelenléte az ellátóhelyen
  - Z76.5 Becsapó [tudatos szimuláns]
  - Z76.8 Az egészségügyi szolgálatot egyéb meghatározott körülmények miatt igénybe vevő személy
  - Z76.9 Az egészségügyi szolgálatot k.m.n. körülmények miatt igénybe vevő személy

## A családi és személyes kórelőzménnyel és bizonyos egészségi állapotot befolyásoló tényezőkkel kapcsolatban potenciális kockázatnak kitett személyek (Z80-Z99)
- Z80 Rosszindulatú daganat a családi anamnézisben
  - Z80.0 Rosszindulatú daganat a családban: emésztőrendszer
  - Z80.1 Rosszindulatú daganat a családban: légzőrendszer
  - Z80.2 Rosszindulatú daganat a családban: egyéb légzőszervi és mellkasi daganat
  - Z80.3 Rosszindulatú daganat a családban: emlő
  - Z80.4 Rosszindulatú daganat a családban: nemi szervek
  - Z80.5 Rosszindulatú daganat a családban: húgyrendszer
  - Z80.6 Rosszindulatú daganat a családban: fehérvérűség
  - Z80.7 Rosszindulatú daganat a családban: vérképző és nyirokszervek
  - Z80.8 Egyéb szervek rosszindulatú daganata a családban
  - Z80.9 Rosszindulatú daganat a családban k.m.n.
- Z81 Mentális és viselkedési rendellenességek a családi anamnézisben
  - Z81.0 Elmegyengeség a családban
  - Z81.1 Iszákosság a családban
  - Z81.2 Dohányzás a családban
  - Z81.3 Egyéb pszichoaktív anyagok kóros használata a családban
  - Z81.4 Egyéb anyagok abúzusa a családban
  - Z81.8 Egyéb elme és viselkedési zavarok a családban
- Z82 Rokkantsághoz vezető eltérések és idült betegségek a családi anamnézisben
  - Z82.0 Epilepszia és egyéb idegbetegség a családban
  - Z82.1 Vakság vagy látászavar a családban
  - Z82.2 Süketség és nagyothallás a családi anamnézisben
  - Z82.3 Agyi érelzáródás a családi anamnézisben
  - Z82.4 Ischaemiás szívbaj és egyéb keringési betegség a családi anamnézisben
  - Z82.5 Asztma, és egyéb krónikus alsólégúti betegség a családi anamnézisben
  - Z82.6 Ízületi gyulladás és egyéb vázizomrendszeri és kötőszöveti betegség a családi anamnézisben
  - Z82.7 Veleszületett fejlődési rendellenesség, deformáció és kromoszóma rendellenesség a családi anamnézisben
  - Z82.8 Egyéb rokkantság és egyéb idült - rokkantságot okozó - m.n.o. betegség a családi anamnézisben
- Z83 Egyéb, specifikus rendellenességek a családi anamnézisben
  - Z83.0 Humán immundeficiencia vírus [HIV] a családi anamnézisben
  - Z83.1 Fertőző és élősködők okozta betegségek a családi anamnézisben
  - Z83.2 Vér, vérképzőszervi és immunbetegségek a családi anamnézisben
  - Z83.3 Cukorbaj a család kórtörténetében
  - Z83.4 Egyéb endokrin, táplálkozási és anyagcsere betegségek a családi anamnézisben
  - Z83.5 Szem és fülbetegség a családi kórtörténetben
  - Z83.6 Légzőszervi betegség a családi anamnézisben
  - Z83.7 Emésztőrendszeri betegség a családi kórelőzményben
- Z84 Egyéb állapotok a családi anamnézisben
  - Z84.0 Bőr és bőralatti szövet betegsége a családi kórelőzményben
  - Z84.1 Vese és uréter rendellenesség a családi kórelőzményben
  - Z84.2 A húgyivarrendszer egyéb betegsége a családi kórelőzményben
  - Z84.3 Vérrokonság a családban
  - Z84.8 Egyéb meghatározott állapot a családi kórelőzményben
- Z85 Rosszindulatú daganat a személyes anamnézisben
  - Z85.0 Rosszindulatú daganat az egyéni kórelőzményben: emésztőszervek
  - Z85.1 Rosszindulatú daganat az egyéni kórelőzményben: légcső, légutak és tüdő
  - Z85.2 Rosszindulatú daganat az egyéni kórelőzményben: egyéb légzőszervek és mellüregi szervek
  - Z85.3 Rosszindulatú daganat az egyéni kórelőzményben: emlő
  - Z85.4 Rosszindulatú daganat az egyéni kórelőzményben: nemi szervek
  - Z85.5 Rosszindulatú daganat az egyéni kórelőzményben: húgyrendszer
  - Z85.6 Fehérvérűség az egyéni kórelőzményben
  - Z85.7 Rosszindulatú daganat az egyéni kórelőzményben: nyirok és vérképzőrendszer
  - Z85.8 Egyéb szervek rosszindulatú daganata az egyéni kórelőzményben:
  - Z85.9 Rosszindulatú daganat az egyéni kórelőzményben, k.m.n.
- Z86 Bizonyos egyéb betegségek a személyes anamnézisben
  - Z86.0 Egyéb daganat a kórelőzményben
  - Z86.1 Fertőző és élősködők okozta betegség a kórelőzményben
  - Z86.2 Vér- és vérképzőrendszeri betegség a kórelőzményben és egyes rendellenességek, melyek az immunrendszert érintik
  - Z86.3 Endokrin, táplálkozási és anyagcserebetegség az egyéni anamnézisben
  - Z86.4 Pszichoaktív szerek kóros használata a kórelőzményben
  - Z86.5 Lelki és viselkedési zavarok a kórelőzményben
  - Z86.6 Idegrendszeri, érzékszervi betegség az anamnézisben
  - Z86.7 Keringési rendszer betegsége a kórelőzményben
- Z87 Egyéb betegségek és állapotok a személyes anamnézisben
  - Z87.0 Légzőszervi betegség a kórelőzményben
  - Z87.1 Emésztőszervi betegség a kórelőzményben
  - Z87.2 Bőr, bőralatti kötőszövet betegsége az anamnézisben
  - Z87.3 Mozgásszervi és kötőszöveti betegség a kórelőzményben
  - Z87.4 Húgyivarrendszeri betegség a kórelőzményben
  - Z87.5 Terhességi, szülési és gyermekágyi szövődmény a kórelőzményben
  - Z87.6 A perinatális korban kialakult állapot a kórelőzményben
  - Z87.7 Veleszületett fejlődési rendellenesség, deformáció és kromoszóma rendellenesség a kórelőzményben
  - Z87.8 Egyéb meghatározott állapotok a kórelőzményben
- Z88 Drogokkal, gyógyszerekkel és biológiai anyagokkal kapcsolatos túlérzékenység a személyes anamnézisben
  - Z88.0 Túlérzékenység: penicillin
  - Z88.1 Túlérzékenység: egyéb antibiotikumok
  - Z88.2 Túlérzékenység: sulfonamid
  - Z88.3 Túlérzékenység: fertőzés elleni egyéb szerek
  - Z88.4 Túlérzékenység: anaestheticum
  - Z88.5 Túlérzékenység: altatószer
  - Z88.6 Túlérzékenység: fájdalomcsillapítók
  - Z88.7 Túlérzékenység: szérum és oltóanyag
  - Z88.8 Túlérzékenység: egyéb gyógyszerek, drogok, biológiai anyagok
  - Z88.9 Túlérzékenység: k.m.n. gyógyszer, drog, biológiai anyag
- Z89 Végtag szerzett hiánya
  - Z89.0 Ujj(ak) egyoldali szerzett hiánya, [beleértve hüvelykujj]
  - Z89.1 Kéz és csukló szerzett hiánya
  - Z89.2 Felső végtag szerzett hiánya csukló felett
  - Z89.3 Mindkét felső végtag szerzett hiánya
  - Z89.4 Láb és boka szerzett hiánya
  - Z89.5 Láb szerzett hiánya (térdben vagy térd alatt)
  - Z89.6 Láb szerzett hiánya (térd felett)
  - Z89.7 Mindkét alsó végtagnak vagy egy részének szerzett hiánya [bármely szint, kivéve az ujjakat magukban]
  - Z89.8 Felső és alsó végtag szerzett hiánya [bármely szint]
  - Z89.9 Végtag szerzett hiánya k.m.n.
- Z90 Szervek szerzett hiánya, m.n.o.
  - Z90.0 Fej és nyak egy részének szerzett hiánya
  - Z90.1 Emlő(k) szerzett hiánya
  - Z90.2 Tüdő [egy részének] szerzett hiánya
  - Z90.3 Gyomorhiány, szerzett
  - Z90.4 Emésztőrendszer egyéb részének szerzett hiánya
  - Z90.5 Vesehiány, szerzett
  - Z90.6 Húgyrendszer egyéb részének szerzett hiánya
  - Z90.7 Nemi szerv(ek) szerzett hiánya
  - Z90.8 Egyéb szervek hiánya, szerzett
- Z91 Rizikó tényezők a személyes anamnézisben m.n.o.
  - Z91.0 Allergia a kórelőzményben, kivéve gyógyszer és biológiai anyagok
  - Z91.1 Orvosi kezeléshez és javaslathoz korábban rosszul viszonyuló személy
  - Z91.2 Személyi higiéne hiányossága a kórelőzményben
  - Z91.3 Alvás és ébrenlét kóros ritmusa a kórelőzményben
  - Z91.4 Lelki sérülés az egyéni kórelőzményben, m.n.o.
  - Z91.5 Önsértés az egyéni kórelőzményben
  - Z91.6 Egyéb fizikai sérülés az egyéni kórelőzményben
  - Z91.8 Egyéb, m.n.o. megnevezett kockázati tényezők az egyéni kórelőzményben
- Z92 Orvosi kezelés a személyes anamnézisben
  - Z92.0 Fogamzásgátló alkalmazása a kórelőzményben
  - Z92.1 Hosszas alvadásgátló kezelés (tartós, jelenleg is)
  - Z92.2 Tartósan (jelenleg is) gyógyszert szedő beteg
  - Z92.3 Sugárkezelés az egyéni kórelőzményben
  - Z92.4 Nagyobb, m.n.o. műtéti beavatkozás az egyéni kórelőzményben
  - Z92.5 Rehabilitációs eljárás az egyéni kórelőzményben
  - Z92.8 Egyéb orvosi kezelés az egyéni kórelőzményben
  - Z92.9 K.m.n. orvosi kezelés az egyéni kórelőzményben
- Z93 Mesterséges testnyílás
  - Z93.0 Tracheostomával élő személy
  - Z93.1 Gastrostomával élő személy
  - Z93.2 Enterostomával élő személy
  - Z93.3 Colostomával élő személy
  - Z93.4 Egyéb művi, gyomor- vagy bélstomával élő személy
  - Z93.5 Cystostomával élő személy
  - Z93.6 Egyéb mesterséges húgyrendszeri szájadékkal élő személy
  - Z93.8 Egyéb művi stomával élő személy
  - Z93.9 K.m.n. művi stomával élő személy
- Z94 Transzplantált szerv és szövet
  - Z94.0 Veseátültetés után lévő személy
  - Z94.1 Szívátültetés után lévő személy
  - Z94.2 Tüdőátültetés után lévő személy
  - Z94.3 Szív- és tüdőátültetés után lévő személy
  - Z94.4 Májátültetés után lévő személy
  - Z94.5 Bőrátültetés után lévő személy
  - Z94.6 Csontátültetés után lévő személy
  - Z94.7 Szaruhártya átültetés után lévő személy
  - Z94.8 Egyéb szövet és szervátültetés után lévő személy
  - Z94.9 Szerv és szövetátültetés után lévő személy k.m.n.
- Z95 Szív- és ér-implantátumok és graftok jelenléte
  - Z95.0 Ritmusszabályozóval élő személy
  - Z95.1 Aorta és koszorúér közé beültetett áthidalás
  - Z95.2 Műbillentyű a szívben
  - Z95.3 Xenogen műbillentyű a szívben
  - Z95.4 Egyéb műbillentyű a szívben
  - Z95.5 Koszorúérbe vagy helyére beépített implantátum jelenléte
  - Z95.8 Egyéb vasculáris vagy cardiális implantátum jelenléte
  - Z95.9 Szív- és érrendszeri implantátum és graft, k.m.n.
- Z96 Egyéb funkcionális implantátumok jelenléte
  - Z96.0 Húgyivarrendszeri implantátumot viselő személy
  - Z96.1 Műlencsével élő személy
  - Z96.2 Fülészeti vagy hallásjavító implantátum jelenléte
  - Z96.3 Műgégével élő személy
  - Z96.4 Belsőelválasztású mirigy implantátummal élő beteg
  - Z96.5 Fogászati és állkapocs implantátumot viselő beteg
  - Z96.6 Ortopédiai ízületi implantátumot viselő személy
  - Z96.7 Egyéb csont- és ín-implantátum beültetése után lévő személy
  - Z96.8 Egyéb meghatározott beültetett működő eszközt viselő személy
  - Z96.9 K.m.n beültetett működő eszközt viselő személy
- Z97 Egyéb eszközök jelenléte
  - Z97.0 Műszemet hordó személy
  - Z97.1 Művégtagot (teljes)(részleges) viselő személy
  - Z97.2 Fogpótlást (teljes)(részleges) viselő személy
  - Z97.3 Szemüveget vagy kontakt lencsét viselő személy
  - Z97.4 Hallókészüléket viselő személy
  - Z97.5 (Méhen belüli) fogamzásgátló eszközt viselő nő
  - Z97.8 Eszközt (egyéb, meghatározott) viselő beteg
- Z98 Egyéb műtét utáni állapotok
  - Z98.0 Intestinális bypass és anastomosis állapota
  - Z98.1 Arthrodesis állapota
  - Z98.2 Cerebrospinális liquor-drainage-al bíró beteg
  - Z98.8 Műtét utáni egyéb meghatározott állapotok
- Z99 Függőség az életvitel-alkalmassághoz szükséges gépektől és eszközöktől, m.n.o.
  - Z99.0 Szívókészülékre szoruló beteg
  - Z99.1 Függőség lélegeztető géptől
  - Z99.2 Művesekezelésre szoruló beteg
  - Z99.3 Kerekes székre szoruló beteg
  - Z99.8 Egyéb gyógyászati segédeszköztől függő beteg
  - Z99.9 Függőség k.m.n. segédeszköztől v. géptől

| Sorszám | Főcsoport                                                                                                | BNO kódok |
| ------- | --- | --------- |
| 01      | BNO-10-01 – Fertőző és parazitás betegségek                                                              | A00–B99   |
| 02      | BNO-10-02 – Daganatok                                                                                    | C00–D48   |
| 03      | BNO-10-03 – A vér és a vérképző szervek betegségei és az immunrendszert érintő bizonyos rendellenességek | D50–D89   |
| 04      | BNO-10-04 – Endokrin, táplálkozási és anyagcsere betegségek                                              | E00–E90   |
| 05      | BNO-10-05 – Mentális és viselkedészavarok                                                                | F00–F99   |
| 06      | BNO-10-06 – Az idegrendszer betegségei                                                                   | G00–G99   |
| 07      | BNO-10-07 – A szem és függelékeinek betegségei                                                           | H00–H59   |
| 08      | BNO-10-08 – A fül és a csecsnyúlvány megbetegedései                                                      | H60–H95   |
| 09      | BNO-10-09 – A keringési rendszer betegségei                                                              | I00–I99   |
| 10      | BNO-10-10 – A légzőrendszer betegségei                                                                   | J00–J99   |
| 11      | BNO-10-11 – Az emésztőrendszer betegségei                                                                | K00–K93   |
| 12      | BNO-10-12 – A bőr és bőralatti szövet betegségei                                                         | L00–L99   |
| 13      | BNO-10-13 – A csont-izomrendszer és kötőszövet betegségei                                                | M00–M99   |
| 14      | BNO-10-14 – Az urogenitális rendszer megbetegedései                                                      | N00–N99   |
| 15      | BNO-10-15 – Terhesség, szülés és a gyermekágy                                                            | O00–O99   |
| 16      | BNO-10-16 – A perinatális szakban keletkező bizonyos állapotok                                           | P00–P96   |
| 17      | BNO-10-17 – Veleszületett rendellenességek, deformitások és kromoszómaabnormitások                       | Q00–Q99   |
| 18      | BNO-10-18 – Máshova nem osztályozott panaszok, tünetek és kóros klinikai és laboratóriumi leletek        | R00–R99   |
| 19      | BNO-10-19 – Sérülés, mérgezés és külső okok bizonyos egyéb következményei                                | S00–T98   |
| 20      | BNO-10-20 – A morbiditás és mortalitás külső okai                                                        | V01–Y98   |
| 21      | BNO-10-21 – Az egészségi állapotot és egészségügyi szolgálatokkal való kapcsolatot befolyásoló tényezők  | Z00–Z99   |
| (22)    | BNO-10-22 – Speciális kódok                                                                              | U00–U99   |